# Округ Монона (Ајова)
Монона (енгл. Monona County) је округ у америчкој савезној држави Ајова.

## Демографија
По попису из 2010. године број становника је 9.243, што је 777 (-7,8%) становника мање 2000. године.
| Група             | 2000.         | 2010.         |
| Белци             | 9.811 (97,9%) | 8.904 (96,3%) |
| Афроамериканци    | 8 (0,1%)      | 33 (0,4%)     |
| Азијати           | 12 (0,1%)     | 20 (0,2%)     |
| Хиспаноамериканци | 70 (0,7%)     | 107 (1,2%)    |
| Укупно            | 10.020        | 9.243         |